# Le Mesnil-Patry
Le Mesnil-Patry is een plaats en voormalige gemeente in het Franse departement Calvados in de regio Normandië en telt 217 inwoners (1999). De plaats maakt deel uit van het arrondissement Caen.

## Geschiedenis
De gemeente viel onder het kanton Tilly-sur-Seulles totdat dit op 22 maart 2015 werd opgeheven en de gemeente werd opgenomen in het op die dag nieuwgevormde kanton Bretteville-l'Orgueilleuse. Op 1 januari fuseerde de gemeente met  Bretteville-l'Orgueilleuse, Brouay, Cheux, Putot-en-Bessin en Sainte-Croix-Grand-Tonne tot de commune nouvelle Thue et Mue.

## Geografie
De oppervlakte van Le Mesnil-Patry bedraagt 3,5 km², de bevolkingsdichtheid is 62,0 inwoners per km².
De onderstaande kaart toont de ligging van Le Mesnil-Patry met de belangrijkste infrastructuur en aangrenzende gemeenten.

## Demografie
Onderstaande figuur toont het verloop van het inwonertal (bron: INSEE-tellingen).
Vanwege een beveiligingsprobleem met de MediaWiki Graph-software is het momenteel niet mogelijk deze grafiek weer te geven. Zodra de software is bijgewerkt zal de grafiek vanzelf weer zichtbaar worden.
Bretteville-l'Orgueilleuse · Brouay · Cheux · Le Mesnil-Patry · Putot-en-Bessin · Sainte-Croix-Grand-Tonne